# Pi2 Orionis
Pi² Orionis (π² Ori / π² Orionis), és un estel nan que pertany a la seqüència principal, situat a 194 anys llum del Sistema solar, en direcció a la constel·lació d'Orió, a sud-est d'Aldebaran, a l'asterisme de l'escut d'Orió. Apareix com un objecte de magnitud 4,36.
Pertanyent a la classe espectral A1Vn, és un estrella blanca de la seqüència principal, amb un radi semblant a dos radis solars.